# Лазар Сфера
Лазар Сфера (рум. Lazăr Sfera; Локве, 29. април 1909 — 24. април 1992) био је румунски фудбалер који је играо као дефанзивац.

## Биографија
На клупском нивоу, каријеру је започео у омладинском тиму Политехнике из Темишвара, за коју је играо од 1923. до 1925. године. У клубу је остао до 1929. године. Затим је отишао у Банатул из Темишвара пре него што је потписао за Румунију из Клужа. Затим је отишао у Университатеу Клуж и остао је у њој до 1934. Каријеру је завршио у Венусу из Букурешта. Пензионисао се 1941. године.
Са фудбалском репрезентацијом Румуније, учествовао је на Светском првенству у Италији 1934. године. Репрезентације Румуније је елиминисана у првом колу након пораза од Чехословачке резултатом 2 : 1.

## Трофеји

### Венус Букурешт
- Прва лига Румуније (3): 1936/37, 1938/39, 1939/40.